# Newton Harcourt
Newton Harcourt è un paese della contea del Leicestershire, in Inghilterra. Fa parte della parrocchia civile di Wistow and Newton Harcourt.

## Storia
Newton Harcourt si trova a circa 11 chilometri a sud-est di Leicester, nelle vicinanze dei villaggi di Great Glen e Wistow. Inizialmente parte della parrocchia di Wistow, il villaggio deve il suo nome a Sir Richard de Harcourt, che entrò in possesso del maniero nel 1240 dopo aver sposato Arabella, figlia di Saher de Quincy, conte di Winchester. Sul lato sud dell’Union Canal, noto come canale di navigazione, si trovano una cappella e una grande dimora antica, situate a poca distanza l'una dall'altra. La parte restante del villaggio si sviluppa invece sul lato nord del canale, collegata a sud da un ponte moderno in mattoni. La cappella e la casa sono posizionate tra il canale e il piccolo fiume Sense, separate da uno spazio davvero minimo. Questa descrizione, tratta dal secondo volume de "The History and Antiquities of the County of Leicester" di John Nichols, pubblicato nel 1798, è sorprendentemente attuale, poiché l'area circostante la chiesa è rimasta quasi immutata per oltre due secoli.
La dimora signorile situata accanto alla chiesa risale al XVII secolo, ma subì modifiche significative nel 1900 per opera di Joseph Goddard, che ne fu anche residente. I Goddard si distinsero come importanti restauratori vittoriani di chiese nella contea, con Joseph in particolare noto per la sua creatività, come dimostra la chiesa in mattoni di Tur Langton, una delle sue opere più rappresentative.
La chiesa di San Luca conserva una torre del XIII secolo, mentre il resto dell’edificio fu completamente ricostruito durante un intervento di restauro nel 1834. L’edificio comprende una torre occidentale, una navata, il coro, una sagrestia e una camera per l’organo. La parte superiore della torre è realizzata in pietra ferruginosa, mentre la base, più antica, è costituita da pietre arrotondate che potrebbero provenire dal vicino fiume.